# Antònia Tayadella i Oller
Antònia Tayadella i Oller (Manresa, Bages, 1954) és una historiadora de la literatura i professora universitària catalana.

## Trajectòria
Formada i doctorada en filologia catalana el 1988, ha exercit com a professora de la Universitat de Barcelona entre els anys 1977 i 2006. Dins de la seva trajectòria professional destaquen els seus estudis sobre la introducció i l'evolució del romanticisme a Catalunya, sobre l'obra crítica de Josep Maria Quadrado, Francesc Miquel i Badia i Joan Sardà, i sobre l'obra narrativa, entre d'altres, de Martí Genís i Aguilar i Marià Vayreda. És membre de la Societat Verdaguer.

## Publicacions[1]
- Presència de Jean Paul a la literatura catalana vuitcentista, amb Roger Friedlein (1996)
- edició i estudi dels Assaigs literaris de Josep Maria Quadrado (1995)
- Francesc Miquel i Badia, crític literari al Diario de Barcelonal, amb Enric Cassany i Cels (2001)
- edició i estudi d'Art i veritat. Crítiques de novel·la vuitcentista de Joan Sardà (1997)
- “Julita”, de Martí Genís i Aguilar, novel·la romàntica (1997)
- edició i estudi de Lo trabucaire (2003) L'afusellat (2004) i La punyalada (2004) de Marià Vayreda
- Antònia Tayadella. 'Sobre literatura del segle XIX'  (2012), on es recullen els seus treballs sobre literatura catalana vuitcentista que va escriure des del 1980 fins al 2004.[2][3]